# Anthomyia malagasica
Anthomyia malagasica är en tvåvingeart som beskrevs av Ackland 2001. Anthomyia malagasica ingår i släktet Anthomyia och familjen blomsterflugor.
Artens utbredningsområde är Madagaskar. Inga underarter finns listade i Catalogue of Life.